# Венедикт Кралевич
Венедикт (на гръцки: Βενέδικτος; на сръбски: Венедикт) е православен духовник, епископ на Далматинската епархия в началото на XIX век.

## Биография

### Ранни години
Венедикт, който носи прякора Кралевич (на гръцки: Κραλίδης; на сръбски: Краљевић; на латински: Kraglievichius), е роден в 1765 година с фамилията Пачавура в село Балин, близо до Солун в семейството на гърка Христодулос и българката Александра.
Приема монашество в манастира „Света Анастасия Узорешителница“. Живее в Букурещ, а по-късно три години в Янина при местния самостоятелен управник Али паша Янински. Получава копие на грамота от Синайския манастир, с която, представяйки се за протосингел, събира милостиня в Босна. В 1806 година с фалшива грамота на вселенския патриарх митрополит Калиник Босненски и Сараевски го ръкополага за титулярен кратовски епископ, викарий на Босненската митрополия. След като Калиник заминава за Цариград, Дабробосненската епархия се управлява от Венедикт, който се занимава със симония. Арестуван е от босненския везир за връзки с водача на Сръбското въстание (1804 – 1813) Караджордже Петрович, но е освободен с подкуп. Бяга в Славония на австрийска територия и се опитва да накара австрийските власти да съдействат за организиране на въстание в Босна. През септември 1807 година митрополит Стефан Карловацки му предоставя убежище в манастира Бешеново. В началото на 1808 година отива в Белград, където поддържа връзки с руския дипломат Константин Родофиникин и получава руски паспорт. На 17 април отива в австрийския Земун, а по-късно се установява във френска Далмация и търси помощ губернатора Огюст Мармон за организиране на въстание в Босна.

### Далматински епископ във Франция
Наполеонова Франция, окупирала Далмация от Австрия Пресбургския мирен договор в 1805 година, веднага издава закон за веротърпимост. По желание на православните далматинци в 1808 година император Наполеон I подписва на 19 септември указ за установяване на самостоятелна сръбска епископия, консистория и семинария с държавни пари. През септември 1808 година е учредена самостоятелната православна Далматинска епархия и 28 януари 1809 г. от името на населението и духовенството главата на местните власти Винченцо Дандоло подава молба за назначение на Венедикт за далматински епископ. При избухналото през март 1809 година антифренско въстание в Далмация Венедикт запазва лоялност към френските власти. Генерал Мармон го вика и кара да призове православните свещеници към лоялност към властта, за да може чрез тях и народът да се усмири. Венедикт заминава за главните огнища на въстанието и се опитва с реч и перо да усмири въстаниците, като поддържа постоянна връзка с Мармон и Дандоло. Тези, които не слагат оръжие като игумена Дубаич и Борчил – анатемосва.
В началото на Далматинската кампания от 1809 година австрийците имат успех и през юли 1809 г. австрийските войски на генерал Винко Кнежевич завземат Шибеник. Проавстрийската партия обвинява Венедикт като лидер на профренската и той е арестуван и изпратен в Осиек, а после в манастира Безедин.
След сключването на Шонбрунския мир на 14 октомври Венедикт е освободен и се връща в Далмация и на 26 март 1810 година Наполеон I, по предложение на Дандоло, го утвърждава за глава на Далматинската епархия, която обхваща и Бока Которска, Пула и Перой с титлата далматински, истрийски и албански архиепископ. Интронизиран е на 20 май в Шибеник, където Венедикт отваря семинария и консистория. За викарен епископ на Бока Которска е поставен Герасим Зелич.

### Далматински епископ в Австрия
В 1813 година Далмация отново е окупирана от Австрийската империя. Епископ Венедикт призовава с окръжно населението да се покорява на новите власти и отправя молба към император Франц II от името на свещенството и народа да бъде признат за епископ на Далмация. На 8 ноември 1813 година Венедикт с писмо до Стефан Карловацки го моли да го приеме под юрисдикцията на Карловацката митрополия, която е призната от австрийските власти. Когато през ноември 1813 година разбира за изпратеното от управителя на Черна гора митрополит Петър Ι Петрович Негош послание до руския цар да поеме закрилата на Черна гора и Бока Которска, Венедикт веднага уведомява австрийските власти, австрийците настъпват срещу окупиралите Бока Которска черногорци и районът минава под властта на Виена. През март 1814 година Венедикт предава на австрийците сведения за положението в Босна, заради което му е опраделена заплата от 15 000 франка годишно, което е и признаване на Далматинската епархия.
Поради съмненията на митрополит Стефан Карловацки в каноничноста на избора му, в 1815 година Венедикт се обръща с две писма към австрийските власти, в които предлага епархията му да премине под юрисдикцията на Римокатолическата църква:
| „ | В близко бъдеще в догматичните въпроси моята църква ще се съедини с Римската църква и ще бъдем единни във вярата и различни единствено в обредите. | “ |

Викарният му епископ Герасим Зелич влиза в конфликт с него и му заявява: „На разни хора по Далмация първо разправяше, че си българин, а сега грък, а търговците от Македония във Виена казват, че не си нито грък, нито българин, а си чист цинцарин и затова те са те най-първо в Далмация и подписвали и избрали, а не клира и сръбския народ в Далмация“. В края на септември на 1818 година Венедикт пристига във Виена по покана на императора и на 29 ноември 1818 година предава на властите предложение за установяване на уния в Далмация. Правителството на 25 април 1819 година назначава за семинарията в Шибеник трима униатски свещеници русини от Галиция – Алексей Ступницки, ректор и преподавател по нравствено и пастирско богословие, Яков Честински – по църковна история и църковно право и Яков Чировски – по библеистика и догматическо богословие. В Шибеник избухват брожения, оглавени от Зелич, и на 13 септември 1819 г. Венедикт се оплаква на властите от гражданите и иска защита. На 30 април 1820 година представители на православното духовенство изпращат до митрополит Стефан и до губернатора Томашич жалба от неканоничните действия на Венедикт. Стефан съветва далматинците да скъсат връзки с Венедикт, пише на руския цар Александър Ι, който е Любляна за конгреса на Свещения съюз през март 1821 година, и се обръща към Виена за отстраняването му, но безрезултатно. През юни 1820 година учителите униати пристигат в Шибеник и живеят под полицейска охрана. В 1821 година православното свещенство повторно се жалва във Виена и в Санкт Петербург. Франц II умерява руският император Александър I, че няма причини за безпокойство. На 10 юни 1821 година антиуниатите стрелят по каретата, в която трябва да е Венедикт, но в нея се оказват Алексей Ступницки, който е убит, комендантът на града полковник Гример, който е ранен тежко и по-късно също умира и полицейският комисар Гиталди, който е ранен, но оцелява. След погребението на Ступницки, униатите си заминават за Галиция. Стефан Карловацки иска от властите пълно подчинение на Далматинската епархия на Карловацката митрополия и поставянето на нов епископ, а във Виена разбират, че оставането на Венедикт в Шибеник е невъзможно. Венедикт бяга в Зара. През май 1823 година заминава на лечение в Падуа, а в 1824 година се установява във Венеция, откъдето се опитва да управлява епархията чрез свещеник Спиридон Алексиевич. На 29 декември 1828 година Венедикт е пенсиониран. В 1829 година с императорски указ православната Далматинска епархия е подчинена на Карловацката митрополия.
В завещанието си, съставено преди смъртта му, Венедикт заявява, че никога не е бил униат.
- Писмо на Венедикт до гръцкия премиер Йоанис Колетис, 25 май 1845, 1 стр.
- Писмо на Венедикт до Йоанис Колетис, 25 май 1845, 2-3 стр.
- Списък на книги, дарени от Венедикт на Атина
- Писмо от Венедикт от Венеция до Константинос Иконому в Атина, 10 март 1850 г.